# Rentier capitalism
Il termine inglese rentier capitalism (traducibile in italiano come "capitalismo del redditiere") viene utilizzato nel marxismo e in sociologia per riferirsi a una tipologia di capitalismo in cui un'ampia parte del reddito-profitto generato prende la forma di reddito da proprietà, come interessi, rendite, dividendi o guadagni in conto capitale.
I beneficiari di tale reddito costituiscono una classe sociale di proprietari che gioca un ruolo non produttivo nell'economia, ma che monopolizza l'accesso alle attività fisiche, a quelle finanziarie e alle tecnologie. Questi soggetti fanno soldi non dalla produzione di qualcosa di nuovo, bensì esclusivamente dal possesso delle loro proprietà (che dà diritto a un flusso di entrate) e dalla compravendita di tali proprietà.
Spesso il termine rentier capitalism è utilizzato con una connotazione negativa, ad indicare una forma di parassitismo o di capitalismo decadente.